# Kotschya
Genre
Classification phylogénétique
Kotschya est un genre de plantes à fleurs dicotylédones de la famille des Fabaceae, sous-famille des Faboideae, originaire d'Afrique tropicale, qui compte trente espèces acceptées.
Ce sont des plantes herbacées, des arbustes ou arbrisseaux, rarement de petits arbres.

## Étymologie
Le nom générique, « Kotschya », est un hommage à Karl Georg Theodor Kotschy (1813-1866), botaniste autrichien.

## Liste d'espèces
Selon The Plant List (23 septembre 2018) :
- Kotschya aeschynomenoides (Baker) Dewit & P.A.Duvign.
- Kotschya africana Endl.
- Kotschya bullockii Verdc.
- Kotschya capitulifera (Baker) Dewit & P.A.Duvign.
- Kotschya carsonii (Baker) Dewit & P.A.Duvign.
- Kotschya coalescens Dewit & P.A.Duvign.
- Kotschya eurycalyx (Harms) Dewit & P.A.Duvign.
- Kotschya goetzei (Harms) Verdc.
- Kotschya imbricata Verdc.
- Kotschya longiloba Verdc.
- Kotschya lutea (Porteres) Hepper
- Kotschya micrantha (Harms) Hepper
- Kotschya ochreata (Taub.) Dewit & P.A.Duvign.
- Kotschya oubanguiensis (Tisser.) Verdc.
- Kotschya parvifolia (Burtt Davy) Verdc.
- Kotschya perrieri (R.Vig.) Verdc.
- Kotschya platyphylla (Brenan) Verdc.
- Kotschya princeana (Harms) Verdc.
- Kotschya prittwitzii (Harms) Verdc.
- Kotschya recurvifolia (Taub.) F.White
- Kotschya scaberrima (Taub.) Wild
- Kotschya schweinfurthii (Taub.) Dewit & P.A.Duvign.
- Kotschya speciosa (Hutch.) Hepper
- Kotschya stolonifera (Brenan) Dewit & P.A.Duvign.
- Kotschya strigosa (Benth.) Dewit & P.A.Duvign.
- Kotschya strobilantha (Baker) Dewit & P.A.Duvign.
- Kotschya suberifera Verdc.
- Kotschya thymodora (Baker f.) Wild
- Kotschya uguenensis (Taub.) F.White
- Kotschya uniflora (A.Chev.) Hepper